# Šivšići
Šivšići su naseljeno mjesto u općini Foči, Republika Srpska, BiH. Nalazi se blizu granice s Crnom Gorom. Sjeverno je Slatina, južno su Vukušići, a sjeveroistočno Lađevci u općini Čajniču. Zapadno teče rijeka Slatina koja nastaje nekoliko kilometara uzvodno sutokom Ifsara i Somunskog potoka.
Godine 1962. pripojeni su naselju Slatini  (Sl. list NRBiH 47/62).

## Stanovništvo
| Narod     | Popis 1961. |
| --------- | ----------- |
| Hrvati    |             |
| Muslimani |             |
| Srbi      | 52          |
| ostali    |             |
| Ukupno    | 52          |